# Anomala ovatula
Anomala ovatula är en skalbaggsart som beskrevs av Ohaus 1910. Anomala ovatula ingår i släktet Anomala och familjen Rutelidae.

## Underarter
Arten delas in i följande underarter:
- A. o. sarawakensis
- A. o. kinabalensis